# ZUZANA
ZUZANA je slovačka 155 mm samohodna haubica nastala na temelju njene prethodnice DANE koja je razvijena i proizvedena u Čehoslovačkoj. Njome je Slovačka postala jednom od prvih zemalja u tranziciji koja je prihvatila topnička oružja u kalibru 155 mm i koja ima vlastitu proizvodnju samohodnih topničkih sustava.

## Povijest
Budući da Slovačka ima naslijeđenu vojnu industriju razvijenu još iz doba Čehoslovačke, njena tvrtka ZTS je nastavila s programom proizvodnje topničkog oružja. Prilikom raspada zajedničke države, cijeli vojni potencijal je podijeljen u omjeru 1:2, te je tako Slovačkoj pripala trećina od ukupno 400 samohodnih topništva 152 mm DANA koliko ih je tada imala Čehoslovačka. Riječ je o sustavu koji se dokazao po pitanju učinkovitosti, mobilnosti i elastičnosti te je odlučeno da ostane temeljno oružje topništva. Ipak na njemu su provedene preinake na kalibru osnovnog oružja.
DANA je razvijena potkraj 1970-ih godina i ubrzo nakon toga proizvedeno je oko 750 ovih samohodnih top-haubica. Još prije raspada Čehoslovačke izrađena su dva prototipa poboljšanog topničkog sustava DANA koji je zbog određene modernizacije dobio novo ime ONDAVA. Riječ je o ugradnji cijevi dužine 47 kalibara s većom barutnom komorom za prihvat barutnih punjenja dužine 940 mm te nekih poboljšanja na sustavu stabilizacije. Prilikom raspodjele vojnog arsenala među Češkom i Slovačkom, svakoj državi je pripao po jedan prototip s pripadajućom dokumentacijom. Upravo je na temeljima tog prototipa 1992. godine razvijen sustav u kalibru 155 mm dužine cijevi 45 kalibara. Bio je veoma sličan DANI te se od nje razlikovao novom cijevlju zbog čega je dobio ime ZUZANA Model 2000.
Ugradnjom automatskog punjača, posada je smanjena s pet na četiri člana dok je vozilo opremljeno s 40 granata. Tvrtka ZTS je kako bi povećala izglede za daljnju prodaju, pokrenula razvoj vozila za dopunu streljivom temeljenom na Tatrinom kamionu koji bi prenosio 120 granata. Osim toga, 2004. godine je dovršen i jedan prototip Zuzane s haubicom kalibra 155 mm i cijevi dužine 52 kalibra koji je postavljen na moderniziran kamion Tatra 815.

## Uvođenje u službu
Nakon dugogodišnjih pritisaka na slovačko Ministarstvo obrane, 1997. godine je prihvaćena narudžba prvih osam samohodnih topništva od ukupnog zahtjeva za njih 78 koliko je zatražila slovačka vojska. Pri tome je Slovačka postala prva zemlja iz Varšavskog pakta koja je počela svoje topništvo prilagođavati NATO standardu u kalibru 155 mm. Također, Slovaci su razvili i kupolu za ugradnju haubice na podvozje sovjetskog tenka T-72.

## Korisnici
- Slovačka: prvi kupac Zuzane postala je novoformirana slovačka vojska. Osim što je kupila 16 novih Zuzana,[1] odlučila je modernizirati i 78 starijih Dana. Time je slovačka vojska postala prvom novom članicom NATO saveza koja je u potpunosti prešla sa 152 na 155 mm.
- Cipar: ciparska Nacionalna garda je kupila 12 Zuzana.[1]

## Vidjeti također
- DANA

## Vanjske poveznice
- ZUZANA - 155 mm Self-propelled Gun Howitzer
- ZUZANA 155 mm - Compact artillery system  Arhivirana inačica izvorne stranice od 16. svibnja 2014. (Wayback Machine)
- Global Security.org - 155 mm SpGH ZUZANA 2000